# Serest
Serest és un dels companys d'Eneas, a l'Eneida de Virgili.
És el comandant d'una de les naus troianes, que van aconseguir fugir de la guerra de Troia. Durant una tempesta es va separar de la resta de la flota, però retrobà Eneas a Cartago. Eneas li va ordenar que s'emportés en secret la flota quan l'heroi va abandonar Dido i la ciutat. Va vigilar el campament muntat pels troians a la desembocadura del Tíber quan Eneas va ser fora, i va lluitar al seu costat quan van alliberar el camp assetjat per Turn.